# Sergio González Poirrier
Sergio González Poirrier (Madrid, 20 aprile 1992) è un calciatore spagnolo, difensore dell'Al-Riyadh.

## Caratteristiche tecniche
Gioca come difensore centrale, forte fisicamente ed abile nei duelli aerei.

## Carriera

### Club

#### Giovanili
Inizia la sua carriera nelle giovanili dell'Atlético Madrid dove milita per due stagioni, poi prosegue la sua crescita tra Las Rozas, Getafe e Real Madrid.

#### San Sebastián de los Reyes
Nel corso della stagione 2016-2017 esordisce in Segunda División B con la maglia del S.S. Reyes, dove si guadagna una maglia da titolare.

#### Recreativo Huelva
Il 15 luglio 2017 passa a titolo definitivo al Recreativo Huelva. Continua la sua esperienza in Segunda División B, dove totalizza 33 presenze.

#### Mirandés
Il 23 luglio 2018 si trasferisce a titolo definitivo al Mirandés. Il 9 dicembre successivo segna il suo primo gol in carriera contro l'UD Logroñés, decisivo per l'1-0 finale. Trascorre due stagioni dove totalizza 70 presenze con 4 reti in tutte le competizioni.

#### Leganés
Il 10 agosto 2020 firma con il Leganés. Con la squadra spagnola prosegue il suo percorso in Segunda Division, contribuendo alla promozione della squadra in Liga nel 2023-2024 con 6 gol e un assist in 41 presenze con la fascia da capitano. Il 27 ottobre 2024 segna il suo primo gol in Liga, nella vittoria casalinga contro il Celta Vigo per 3-0. Il 15 dicembre successivo segna il gol decisivo nella vittoria in trasferta contro il Barcellona.

## Statistiche

### Presenze e reti nei club
Statistiche aggiornate al 2 novembre 2021.
| Stagione          | Squadra           | Campionato        | Campionato | Campionato | Coppe nazionali | Coppe nazionali | Coppe nazionali | Coppe continentali | Coppe continentali | Coppe continentali | Altre coppe | Altre coppe | Altre coppe | Totale | Totale |
| Stagione          | Squadra           | Comp              | Pres       | Reti       | Comp            | Pres            | Reti            | Comp               | Pres               | Reti               | Comp        | Pres        | Reti        | Pres   | Reti   |
| ----------------- | ----------------- | ----------------- | ---------- | ---------- | --------------- | --------------- | --------------- | ------------------ | ------------------ | ------------------ | ----------- | ----------- | ----------- | ------ | ------ |
| 2015-2016         | S.S. Reyes        | TD                | ?          | ?          |                 | -               | -               |                    | -                  | -                  |             | -           | -           | ?      | ?      |
| 2016-2017         | S.S. Reyes        | SDB               | 36         | 0          | CR              | 1               | 0               |                    | -                  | -                  |             | -           | -           | 37     | 0      |
| Totale S.S. Reyes | Totale S.S. Reyes | Totale S.S. Reyes | 36+        | 0+         |                 | 1               | 0               |                    | -                  | -                  |             | -           | -           | 37+    | 0+     |
| 2017-2018         | Recreativo Huelva | SDB               | 33         | 0          |                 | -               | -               |                    | -                  | -                  |             | -           | -           | 33     | 0      |
| 2018-2019         | Mirandés          | SDB               | 37         | 2          | CR              | 0               | 0               |                    | -                  | -                  |             | -           | -           | 37     | 2      |
| 2019-2020         | Mirandés          | SD                | 28         | 1          | CR              | 5               | 1               |                    | -                  | -                  |             | -           | -           | 33     | 2      |
| Totale Mirandés   | Totale Mirandés   | Totale Mirandés   | 65         | 3          |                 | 5               | 1               |                    | -                  | -                  |             | -           | -           | 70     | 4      |
| 2020-2021         | Leganés           | SD                | 21         | 1          | CR              | 3               | 1               |                    | -                  | -                  |             | -           | -           | 24     | 2      |
| 2021-2022         | Leganés           | SD                | 4          | 1          | CR              | 0               | 0               |                    | -                  | -                  |             | -           | -           | 4      | 1      |
| Totale Leganés    | Totale Leganés    | Totale Leganés    | 25         | 2          |                 | 3               | 1               |                    | -                  | -                  |             | -           | -           | 28     | 3      |
| Totale carriera   | Totale carriera   | Totale carriera   | 159+       | 5+         |                 | 9               | 2               |                    | -                  | -                  |             | -           | -           | 168+   | 7+     |

## Palmarès

### Club

#### Competizioni nazionali
- Segunda División: 1

Leganés: 2023-2024